# 万里茂
万里茂是坐落于马来西亚马六甲州野新县的巫金和城镇。万里茂在政治上位于P139野新国会议席和同名州议席N27万里茂，涵盖七个小区即阿逸默茂、津津、野新拉朗、万里茂北区、万里茂巴西、柏玛当色莱和彭加兰沙末。

## 旅游景点

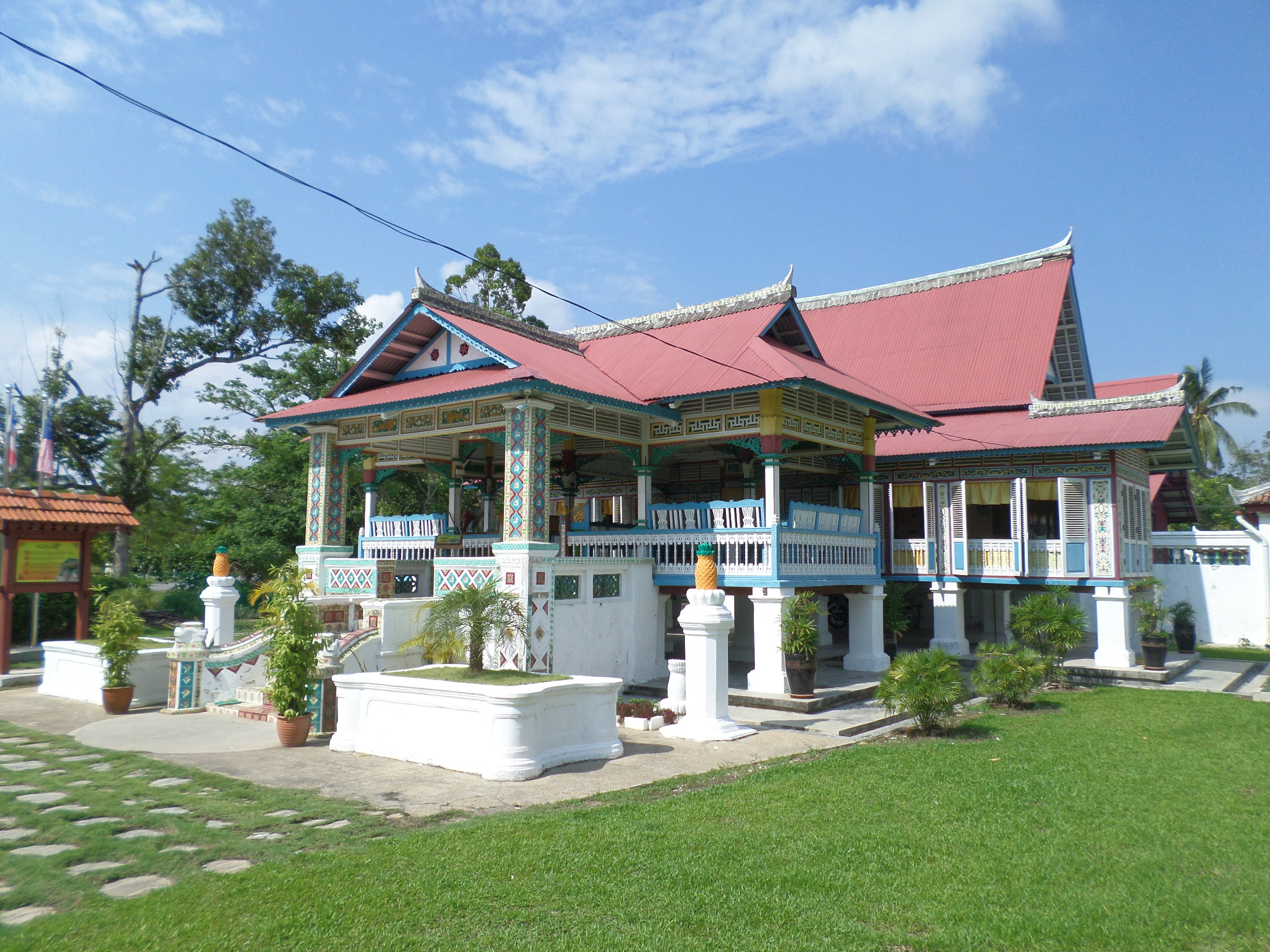
德芒阿都甘尼展览馆

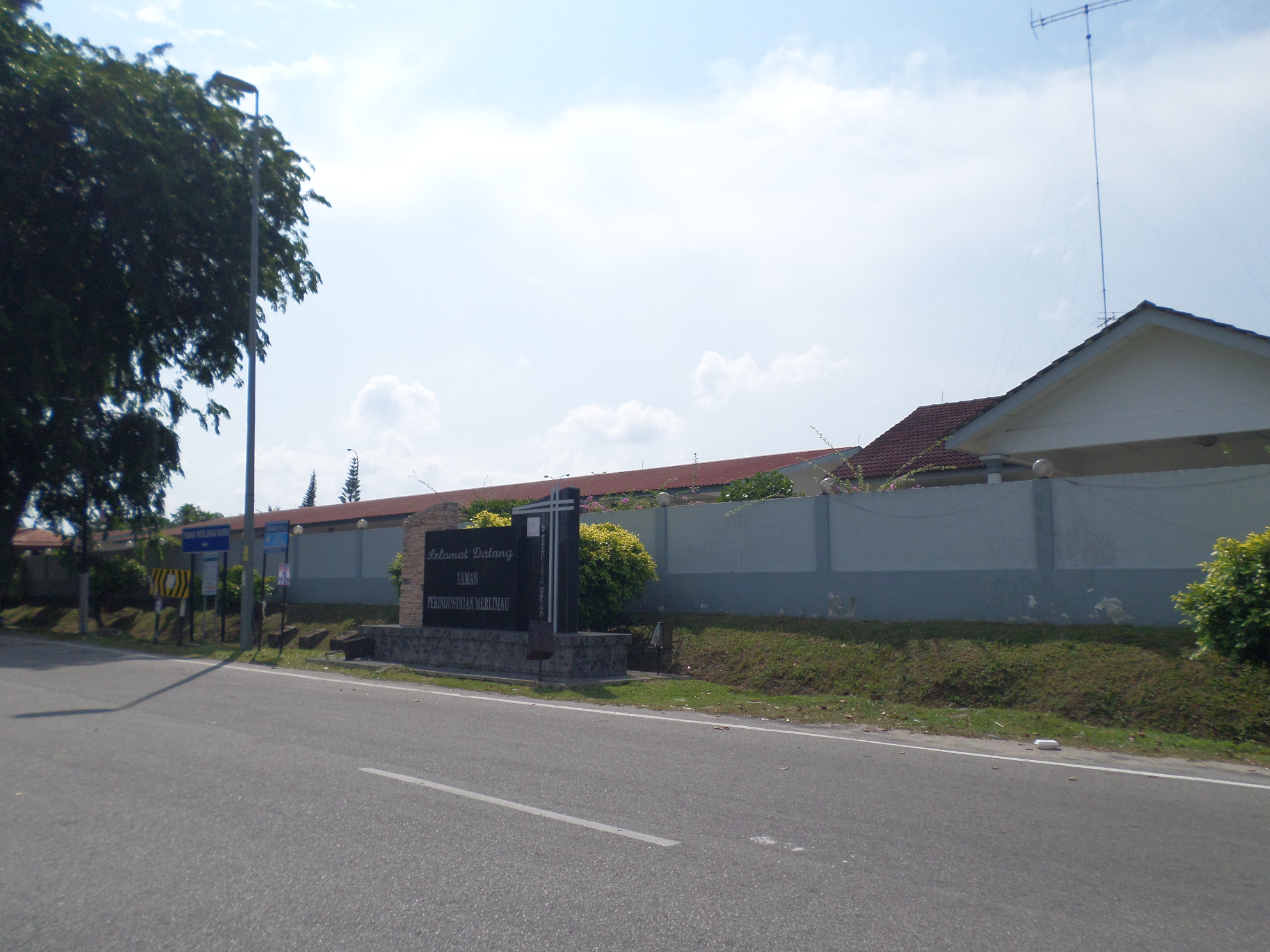
万里茂工业区

- 德芒阿都甘尼展览馆
- 葡萄牙井
- 敦蒂惹陵墓

## 教育机构
- 万里茂工艺学院[5]